# Tyrone (Georgia)
Tyrone es un pueblo ubicado en el condado de Fayette en el estado estadounidense de Georgia. En el censo de 2000, su población era de 3.916.

## Demografía
En el 2000 la renta per cápita promedia del hogar era de $63,080, y el ingreso promedio para una familia era de $71,406. El ingreso per cápita para la localidad era de $26,463. Los hombres tenían un ingreso per cápita de $45,788 contra $29,231 para las mujeres.

## Geografía
Tyrone se encuentra ubicado en las coordenadas 33°28′25″N 84°35′28″O / 33.47361, -84.59111 (33.473563, -84.591229).
Según la Oficina del Censo, la localidad tiene un área total de 33,1 km² (12,8 mi²), de la cual 32,8 km² (12,7 mi²) es tierra y 0,3 km² (0 mi²) (1.00%) es agua.